# Sirnamulya
Sirnamulya is een bestuurslaag in het regentschap Sumedang van de provincie West-Java, Indonesië. Sirnamulya telt 4039 inwoners (volkstelling 2010).